# Terpsichore (växter)
Terpsichore är ett släkte av stensöteväxter. Terpsichore ingår i familjen Polypodiaceae. Släktet har fått sitt namn efter den grekiska gudinnan Terpsichore.

## Arter inom släktet, i alfabetisk ordning[1]
- Terpsichore alsophilicola
- Terpsichore alsopteris
- Terpsichore amphidasyon
- Terpsichore asplenifolia
- Terpsichore atroviridis
- Terpsichore attenuatissima
- Terpsichore bipinnata
- Terpsichore chrysleri
- Terpsichore cretata
- Terpsichore eggersii
- Terpsichore exornans
- Terpsichore flexuosa
- Terpsichore hanekeana
- Terpsichore jamesonioides
- Terpsichore jenmanii
- Terpsichore kegeliana
- Terpsichore lehmanniana
- Terpsichore leucosticta
- Terpsichore liogieri
- Terpsichore longicaulis
- Terpsichore mollissima
- Terpsichore paulistana
- Terpsichore pirrensis
- Terpsichore praeceps
- Terpsichore semihirsuta
- Terpsichore staheliana
- Terpsichore steyermarkii
- Terpsichore subtilis
- Terpsichore taxifolia
- Terpsichore victorhugoensis
- Terpsichore youngii
- Terpsichore zeledoniana